# Rio Prêto (vattendrag i Brasilien, Goiás, lat -18,71, long -50,35)
Rio Prêto är ett vattendrag i Brasilien.   Det ligger i delstaten Goiás, i den sydöstra delen av landet, 400 km sydväst om huvudstaden Brasília.
Omgivningen kring Rio Prêto är en mosaik av jordbruksmark och naturlig växtlighet. Området är mycket glesbefolkat, med 4 invånare per kvadratkilometer.